# Hylarana erythraea
Espèce
Synonymes
- Hyla erythraea Schlegel, 1837
- Rana erythraea (Schlegel, 1837)

Statut de conservation UICN

 LC  : Préoccupation mineure
Hylarana erythraea est une espèce d'amphibiens de la famille des Ranidae.

## Répartition
Cette espèce se rencontre :
- au Viêt Nam ;
- au Laos ;
- au Cambodge ;
- en Thaïlande ;
- en Malaisie péninsulaire en Malaisie orientale ;
- à Singapour ;
- au Brunei ;
- en Indonésie à Java et au Kalimantan.

Elle a été introduite à Negros et Panay aux Philippines et à Sulawesi en Indonésie.

## Description

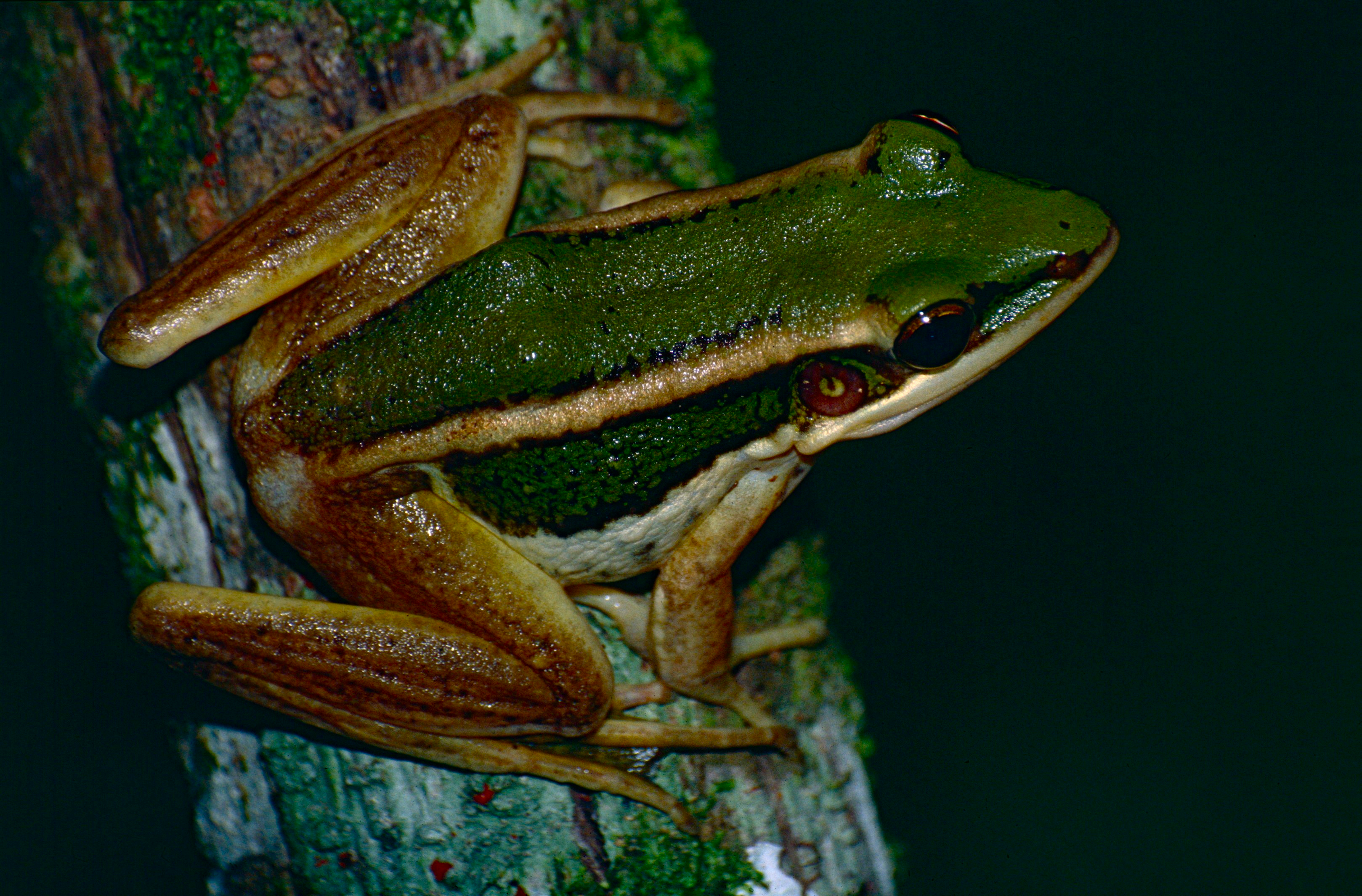
Hylarana erythraea (Malaisie)

Hylarana erythraea mesure au maximum 78 mm pour les femelles et 48 mm pour les mâles, les mâles restant plus petits que les femelles. Son dos varie du vert clair au vert foncé tandis que son ventre est blanchâtre. Les plis dorsaux sont de couleur crème et sont parfois bordés de noir. Les membres sont jaunâtres avec des rayures irrégulières gris foncé. Sa peau est lisse.

## Publication originale
- Schlegel, 1837 : Abbildungen neuer oder unvollständig bekannter Amphibien, nach der Natur oder dem Leben entworfen und mit einem erläuternden Texte begleitet. Arne and Co., Düsseldorf, p. 1-141 (texte intégral).